# El Ripoll (Osor)
El Ripoll és un mas al vessant est de la Roca de Cercenedes que davalla cap al Sot de la Noguerola al sud del terme municipal d'Osor (la Selva). Documentat des del segle xiv, però la seva forma actual és del segle xvii (1627). Fou reformat i restaurat al llarg dels segles xviii i xix. Durant el segle xix es van afegir diverses estructures a ponent i a migdia. Encara que fou abandonada durant bona part del segle xx, des de l'any 2000, i sobretot des del 2005, el mas està en procés de restauració. S'ha reformat l'interior i els exteriors. A Osor hi abunden masos. Actualment la majoria són o rònecs o deshabitats i, malgrat que alguns són documentats d'època medieval, la majoria són construïts amb posterioritat al segle xv.
És un edifici aïllat de dues plantes i golfes amb coberta de doble vessant a laterals. El mas, aterrassat per superar el fort desnivell, està format per tres parts, una que correspon al mas original i dues altres parts, de tres i dos plantes, adossades a ponent i a migdia. Les façanes són arrebossades amb la pedra vista, una obra de reforma feta molt recentment, a partir de 2005.
La façana principal consta d'un portal adovellat de mig punt fet de grans blocs escairats. La dovella clau porta gravada la data de 1627. Hi ha altres finestres emmarcades de pedra calcària i granítica. A una llinda de la façana lateral hi ha gravada la data de 1787. Els ràfecs de la part original són de tres fileres, dues de rajola plana i una de teula, a la façana principal i de cinc fileres, tres de rajola plana i dues de teula, a la façana lateral.
Pel que fa a la part modernament adossada a ponent, al segon pis hi ha uns grans badius amb balcó de fusta. Quant a la part adossada a migdia, destaca l'aterrassament amb quatre obertures de mig punt disposades de dues en dues.